# Ann-Katrin Berger
Ann-Katrin Berger (Göppingen, 1990. október 9. –) német női válogatott labdarúgó, az angol Chelsea játékosa.

## Pályafutása

### Klubcsapatokban
Négyévesen csatlakozott a KSG Eislingen csapatához, majd innen került a Vorwärts Faurndau klubjához. 2008-ban igazolt a VfL Sindelfingen csapatához, majd innen 2011-ben távozott a Turbine Potsdamhoz. Augusztus 21-én mutatkozott be az élvonalban a Hamburger SV elleni bajnokin. Az itt töltött idő alatt bajnoki címet szerzett a klubbal. 2014 júniusában aláírt a francia Paris Saint-Germain csapatához. Szeptember 21-én a Metz ellen debütált a bajnokságban. 2016 júniusában az angol Birmingham City játékosa lett. A 2016–17-es szezonban kupadöntőt játszott, ahol alul maradtak a Reading ellen. 2019. január 4-én aláírt a Chelsea csapatához. A 2019-20-as és a 2020-21-es szezonban is bajnoki címet nyert csapatával.

### A válogatottban
2009. május 27-én mutatkozott be az U19-es válogatottban Ausztrália ellen.

## Sikerei, díjai

### Klub
- Turbine Potsdam
  - Német bajnok (1): 2011–12

- Chelsea
  - Angol bajnok (2): 2019–20, 2020–21
  - Angol szuperkupa (1): 2020
  - Angol ligakupa győztes (2): 2020, 2021

### Egyéni
- A PFA Év csapatának tagja: 2017–18, 2019–20[13]
- A FA Év játékosa díj: 2018[14]
- A legtöbb kapott gól nélkül lehozott mérkőzés: 2020–21[11]

## Külső hivatkozások
- Ann-Katrin Berger adatlapja a Birmingham City oldalán (angolul)
- Ann-Katrin Berger adatlapja a Kicker oldalán (németül)
- Ann-Katrin Berger adatlapja a Soccerdonna oldalán (németül)
- Ann-Katrin Berger adatlapja a Soccerway oldalon (angolul)